# Kepala Curup
Kepala Curup is een bestuurslaag in het regentschap Rejang Lebong van de provincie Bengkulu, Indonesië. Kepala Curup telt 1581 inwoners (volkstelling 2010).